# オストゼーシュタディオン
オストゼーシュタディオン（Ostseestadion）は、ドイツ・メクレンブルク＝フォアポンメルン州ロストックにあるサッカー専用スタジアム。ハンザ・ロストックがホームスタジアムとして使用している。1954年に開場したが、2000年に建て替えている。
スタジアム名のオストゼー (Ostsee)は、ドイツ語でバルト海という意味にあたる。

## 歴史
ロストックが東ドイツ時代だった1954年6月に開場した。開場時は6レーンの陸上トラックを併設した多目的スタジアムであり、建設資金はロストック市民の寄付や慈善活動によって一部が賄われた。また、建設には雇用労働者を除いて23万人ものボランティアが建設に携わり、約900万DDRもの金額をボランティアの手によって補うことができたとされている。
1954年9月26日にはスタジアムで最初の国際Aマッチとなる東ドイツ代表対ポーランド代表の試合が開催され、0-0のスコアレスドローに終わった。
2000年2月、スタジアムの近代化と専用スタジアム化を施すためにスタジアムの大規模な建て替え工事が行われた。陸上トラックの撤去やスタンドの取り壊しから新設までの工事をわずか1年半ほどの工期で終え、2001年8月4日、ブンデスリーガのハンザ・ロストック対バイエル・レバークーゼンの試合でこけら落しとなった。
2007年7月2日、国内の金融会社であるドイッチェ・クレディットバンクがスタジアムの命名権を購入し、DKBアレーナ (DKB-Arena)と命名された。それから8年後の2015年5月15日、改名時からサポーターの反感を買っていたこともあり、DKBは命名権をクラブに返却という形で手を引き、以前まで使用されていたオストゼーシュタディオンへと差し戻された。

## 開催された主な試合

### サッカー
- 国際Aマッチ

| 日付           | ホームチーム | 結果 | アウェーチーム | 大会     |
| -------------- | ------------ | ---- | -------------- | -------- |
| 1954年9月26日  | 東ドイツ     | 0-1  | ポーランド     | 親善試合 |
| 1958年6月29日  | 東ドイツ     | 1-1  | ポーランド     | 親善試合 |
| 1960年10月30日 | 東ドイツ     | 3-0  | フィンランド   | 親善試合 |
| 1967年7月9日   | 東ドイツ     | 7-0  | エジプト       | 親善試合 |
| 1970年9月6日   | 東ドイツ     | 5-0  | ポーランド     | 親善試合 |
| 1972年5月31日  | 東ドイツ     | 0-0  | ウルグアイ     | 親善試合 |
| 1974年5月23日  | 東ドイツ     | 1-0  | ノルウェー     | 親善試合 |
| 1980年5月7日   | 東ドイツ     | 2-2  | ソビエト連邦   | 親善試合 |
| 2002年3月27日  | ドイツ       | 4-2  | アメリカ合衆国 | 親善試合 |
| 2006年10月7日  | ドイツ       | 2-0  | ジョージア     | 親善試合 |

## ギャラリー

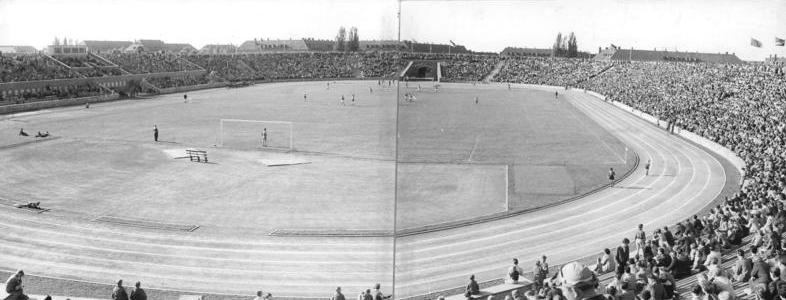
1957年のスタジアム
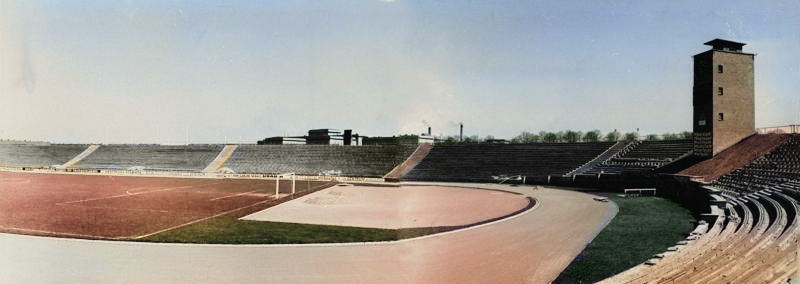
旧スタジアム南側
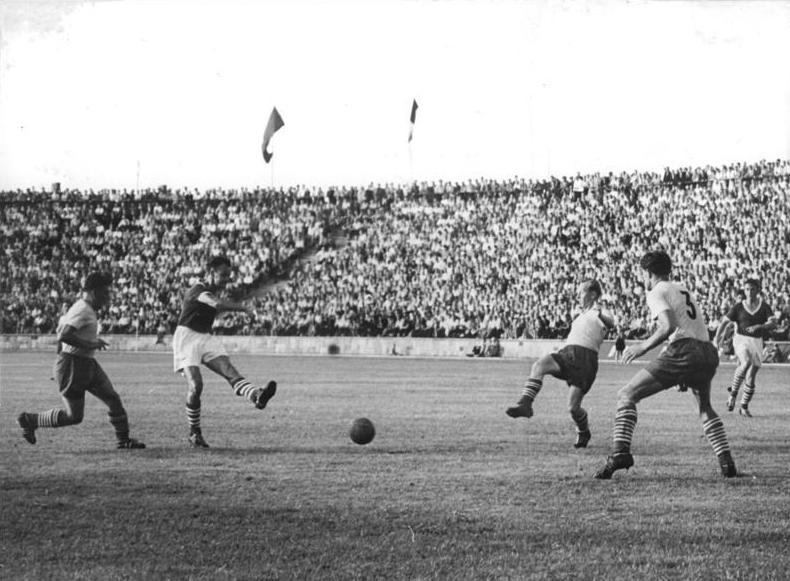
旧スタジアムでの試合
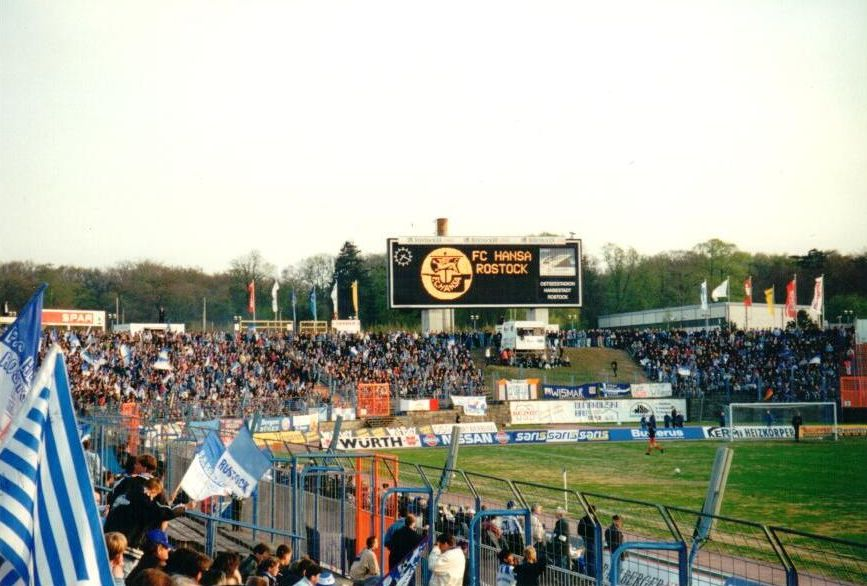
1996年のスタジアム
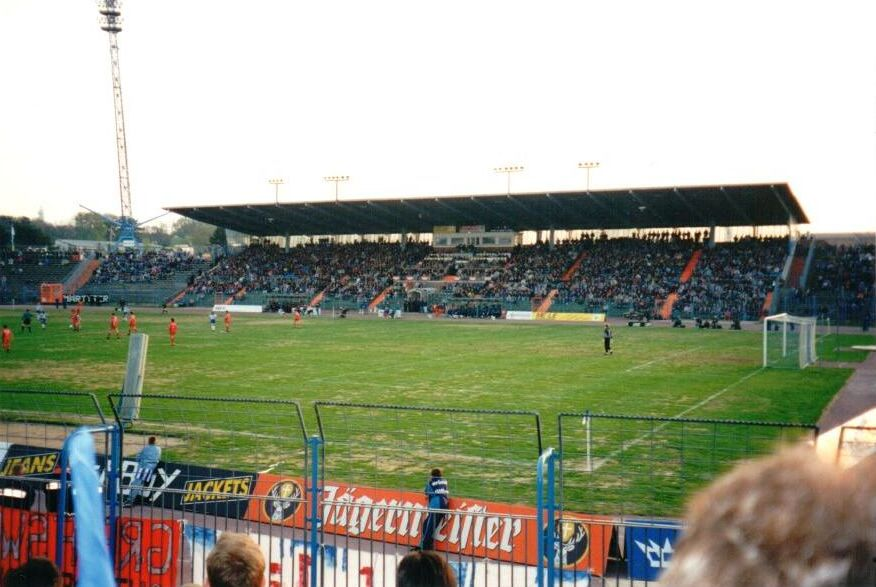
メインスタンド (1996年)
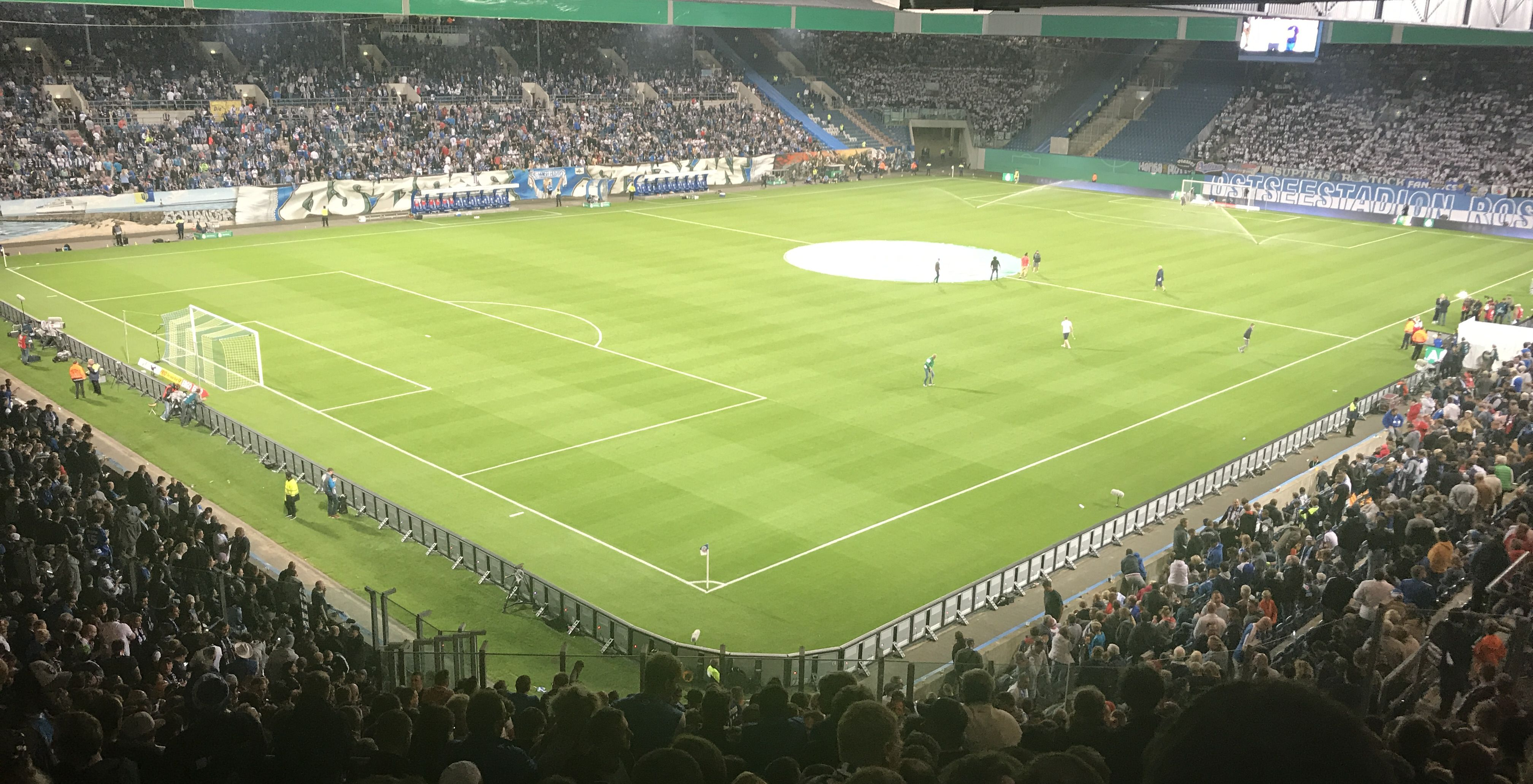
2017年のスタジアム
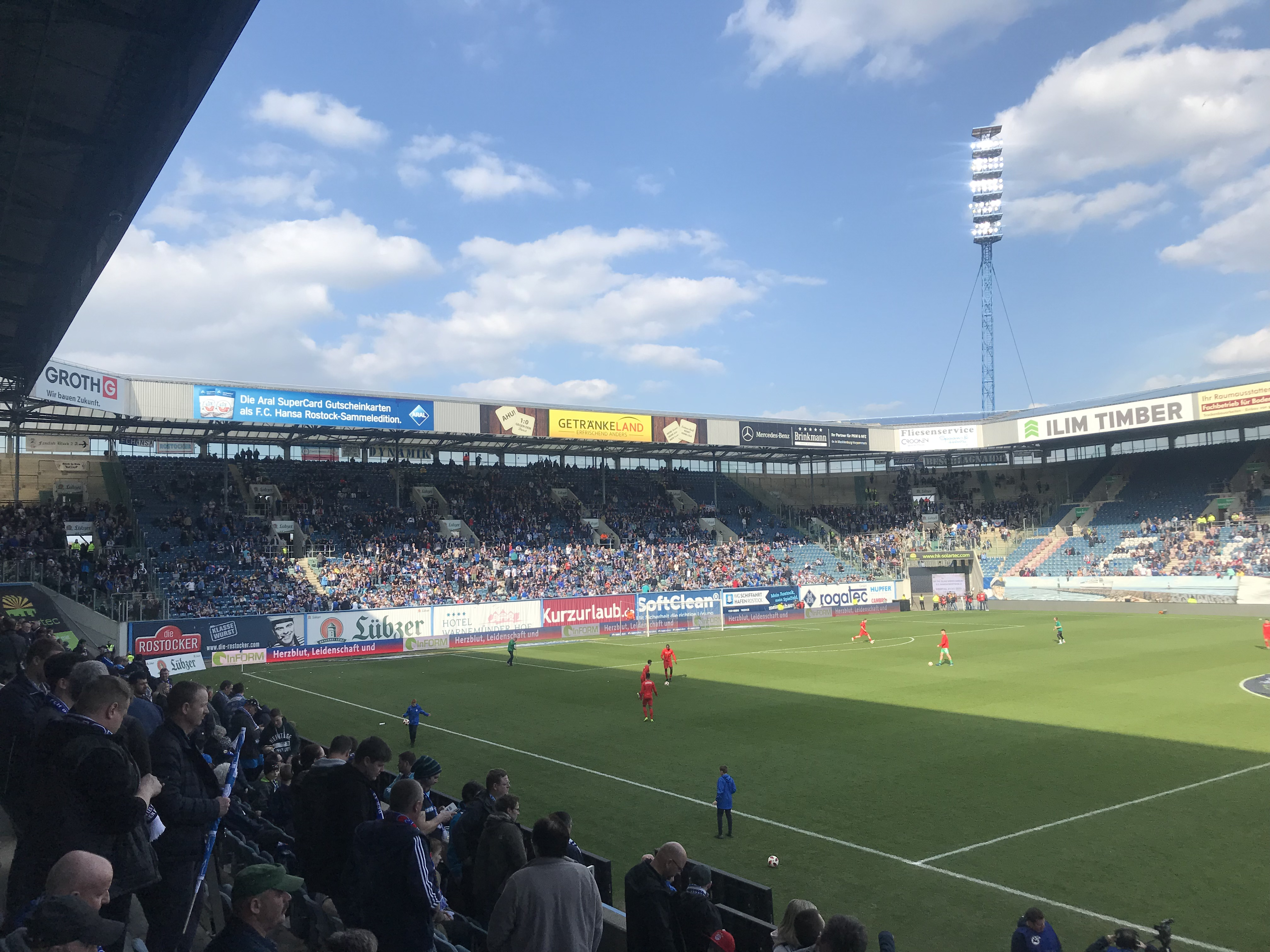
2019年のスタジアム
旧ロゴ